# سیارک ۱۸۹۷۰
سیارک ۱۸۹۷۰ (به انگلیسی: 18970 Jenniharper، نامگذاری:2000QU168) هجده هزار و نهصد و هفتادمین سیارک کشف شده‌است که در ۳۱ اوت ۲۰۰۰ کشف شد.
قدر مطلق سیارک برابر ۱۰.۷ است.